# Rhododendron leptocladon
Rhododendron leptocladon är en ljungväxtart som beskrevs av Paul Louis Amans Dop. Rhododendron leptocladon ingår i släktet rododendron, och familjen ljungväxter. Inga underarter finns listade i Catalogue of Life.